# Ornithopus uncinatus
Ornithopus uncinatus là một loài thực vật có hoa trong họ Đậu. Loài này được Maire & Sam. miêu tả khoa học đầu tiên.